# 피터 M. 리

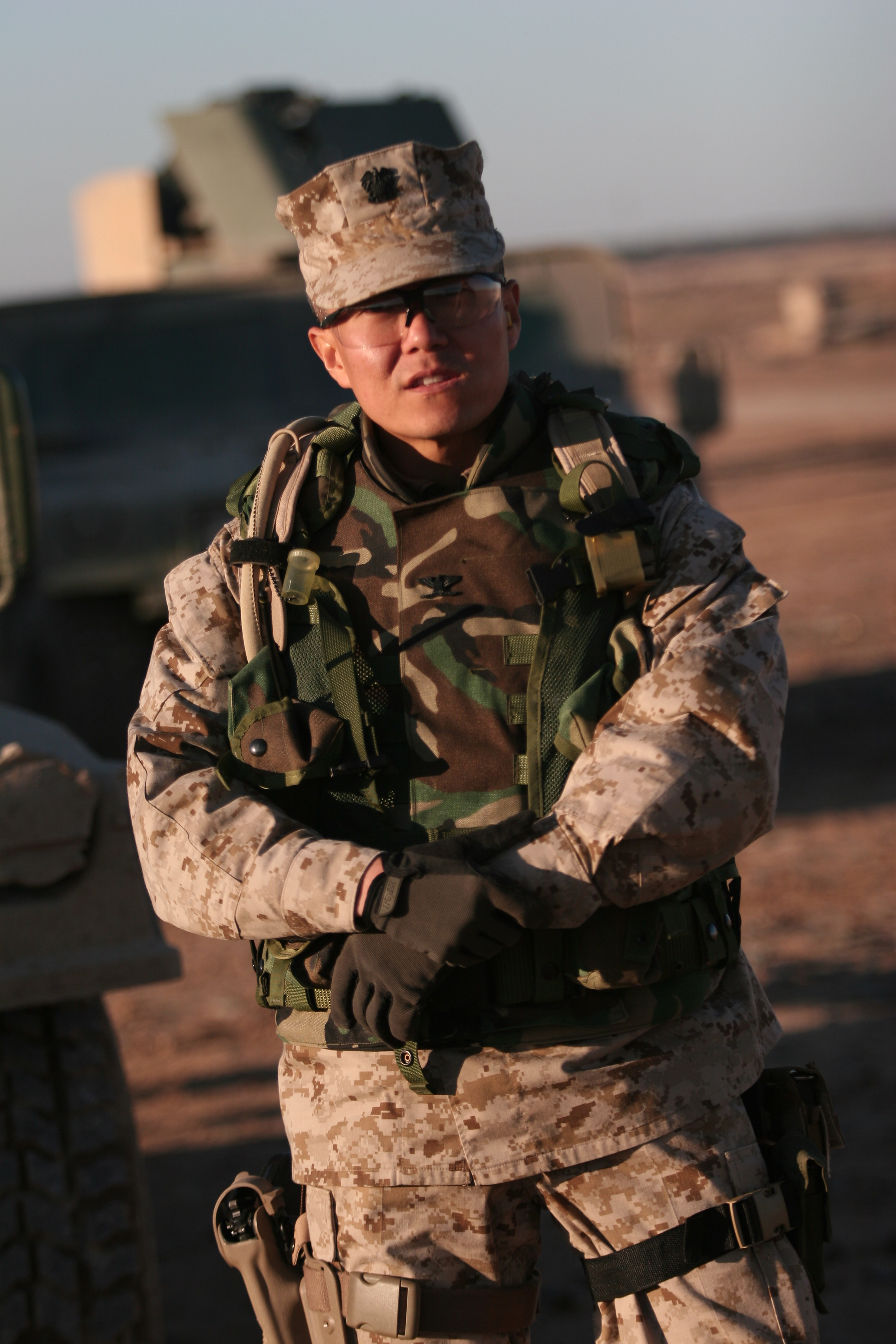
피터 M. 리

피터 M. 리(Peter M. Rhee, 1961년 9월 18일 ~ )는 미국의 의사이자 퇴역 군인이다. 24년간 미국 해군으로 근무하면서 아프가니스탄과 이라크에서 활동했다.